# Modelia (estación)
La estación sencilla Modelia forma parte del sistema de transporte masivo de Bogotá, TransMilenio, inaugurado en el año 2000.

## Ubicación
Está ubicada en el occidente de la ciudad, sobre la Avenida El Dorado entre carreras 82 y 85B. Se accede a ella mediante un puente peatonal ubicado sobre la Carrera 82.
Atiende la demanda de los barrios San Ignacio, Santa Cecilia y sus alrededores.
En sus cercanías están las sedes de la editorial Legis y de la multinacional DHL, los almacenes Metro Cencosud San Cayetano y Homecenter El Dorado y el centro comercial Dorado Plaza.

## Origen del nombre
La estación recibe su nombre del barrio ubicado en su costado sur. Aunque Modelia no queda directamente al lado, a toda la zona entre la Calle 26 y la Avenida del Ferrocarril se le conoce con este nombre.

## Historia
Esta estación hace parte de la Fase III de TransMilenio que empezó a construirse a finales de 2009 y, después de varias demoras relacionadas con casos de corrupción, finalmente fue entregada y puesta en funcionamiento el 22 de agosto de 2012 con una única ruta, luego aumentaron las rutas de manera paulatina.
Durante el Paro nacional de 2021, la estación sufrió diversos ataques que afectaron de forma considerable las puertas de vidrio y demás infraestructura de la estación, razón por la cual se encontró inoperativa.

## Servicios de la estación

### Servicios troncales
| Tipo                                | Rutas al Oriente | Rutas al Occidente | Rutas al Norte | Rutas al Sur |
| ----------------------------------- | ---------------- | ------------------ | -------------- | ------------ |
| Ruta fácil                          | 1                | 1                  |                |              |
| Expresos todos los días todo el día |                  | K43 K54            |                | G43 H54      |
| Expresos lunes a sábado todo el día | K10              | K16                | B16            | L10          |

### Esquema
| ← Occidente    |         |  |            |
| K16K43         | 1K10K54 |  | Carrera 82 |
| Vagón 2        | Vagón 1 |  | Puente     |
| ← Ciclorruta → |         |  | Puente     |
| Vagón 4        | Vagón 3 |  | Puente     |
| B16G43         | 1H54L10 |  | Carrera 82 |
| Oriente →      |         |  |            |

### Servicios urbanos
Así mismo funcionan las siguientes rutas urbanas del SITP en los costados externos a la estación, circulando por los carriles de tráfico mixto sobre la Avenida Eldorado, con posibilidad de trasbordo usando la tarjeta TuLlave:
| Código | Sector             | Dirección            | Rutas                        |
| ------ | ------------------ | -------------------- | ---------------------------- |
| 377A06 | K Estación Modelia | Av. Eldorado - KR 82 | A127B309K211K301K903 12 P500 |
| 374A05 | K Estación Modelia | Av. Eldorado - KR 82 | C127D211G542K309K903 12 P500 |

## Ubicación geográfica
| Noroeste: Engativá                                         | Norte: D Granja – Carrera 77 | Nordeste: Engativá |
| Oeste: K Portal Eldorado - Centro Comercial Nuestro Bogotá |                              | Este: K Normandía  |
| Suroeste: Fontibón                                         | Sur: F Transversal 86        | Sureste: Fontibón  |